# Diables de Sant Antoni
Diables de Sant Antoni és una colla de diables del barri de Sant Antoni (Eixample). Es van formar com a colla l'any 1986 i des de bon començament es van dedicar a organitzar i a participar en tota mena d'espectacles de foc, tant dins el barri de Sant Antoni com en més indrets de la ciutat o de fora. S'encarrega del correfoc de la festa major de la barriada i també ha actuat en el de la festa de la Mercè. Així mateix, va ser la colla organitzadora de les Olimpíades dels Diables de l'any 2014.
Per als espectacles, els Diables de Sant Antoni disposen d'una bèstia de foc, la Porca. La vestimenta que identifica la colla és de color vermell amb flames grogues i amb el logotip a l'esquena.

## Porca de Sant Antoni
La Porca de Sant Antoni és una figura de la colla de diables del barri. És una bèstia lligada a sant Antoni, patró dels animals, que se sol representar en les imatges acompanyat d'un porquet. La peça és de fibra de vidre, amb una estructura que l'aguanta i rodes per a poder-se moure. A causa del pes i la mida, l'han de dur dos portadors.
La iniciativa de construir la Porca sorgeix dels Diables de Sant Antoni, que volien una bèstia foguera que els acompanyés en els correfocs i en més espectacles pirotècnics. Xavier Erre i Xavier Saló en foren els artistes constructors, i l'enllestiren el 1995. Des d'aleshores ha acompanyat la colla a totes les eixides.
La Porca és una peça que té un doble vessant: tant la podem trobar en correfocs, traient guspires, com en cercaviles diürnes, animant el públic amb confeti i mullant-lo amb l'aigua que treu pel nas.
És protagonista de l'espectacle de foc que s'organitza cada any durant la festa major del barri, per la festivitat de Sant Antoni Abat, i també es deixa veure en més actes i celebracions d'arreu de la ciutat, acompanyada dels diables i dels ritmes dels percussionistes de Toca'l 2.
Desde el 2020 a la Porca tambe l'acompanya la seva filla anomenada "Espurna". Aquesta al ser més petita pot ser portada per una sola persona i també pot tirar aigua. És compartida amb la colla infantil de Trapelles.